# Lars Olav Olaussen
Lars Olav Olaussen (* 15. Juni 1977 in Vestby/Norwegen) ist ein norwegischer Handballtorwart. Er spielt für den norwegischen Topclub Drammen HK (Rückennummer 12) und für die norwegische Männer-Handballnationalmannschaft (Rückennummer 22). Er ist 1,93 m groß und wiegt 96 kg.
Lars Olav Olaussen begann in seiner Heimatstadt bei Vestby HK mit dem Handballspiel. Später wechselte er zum nächstgrößeren Verein Follo HK, 1997 dann zum nationalen Spitzenclub und damaligen Meister Drammen HK, für den er auch in der ersten norwegischen Liga debütierte. Mit den Männern aus der Provinz Buskerud gewann er 2007, also genau zehn Jahre nach dem letzten Erfolg, erneut die norwegische Meisterschaft und stand im Finale des europäischen City-Cups. Als Olaussen, der hauptberuflich als Key-Account-Manager arbeitet, 2007 von seinem  Arbeitgeber eine Stelle in Stockholm angeboten bekam, nahm er diese an und unterschrieb gleichzeitig einen Vertrag beim schwedischen Meister Hammarby IF. Im Jahr 2009 schloss er sich wieder Drammen HK an.
Lars Olav Olaussen hat bisher 51 Länderspiele für die norwegische Männer-Handballnationalmannschaft bestritten. Meist ist er hinter Steinar Ege und Ole Erevik nur dritte Wahl im norwegischen Tor. Olaussen nahm mit Norwegen auch an der Handball-Weltmeisterschaft der Herren 2007 in Deutschland teil, wo sein Team aber nur einen enttäuschenden 13. Platz belegte.